# Yamato Un’yu

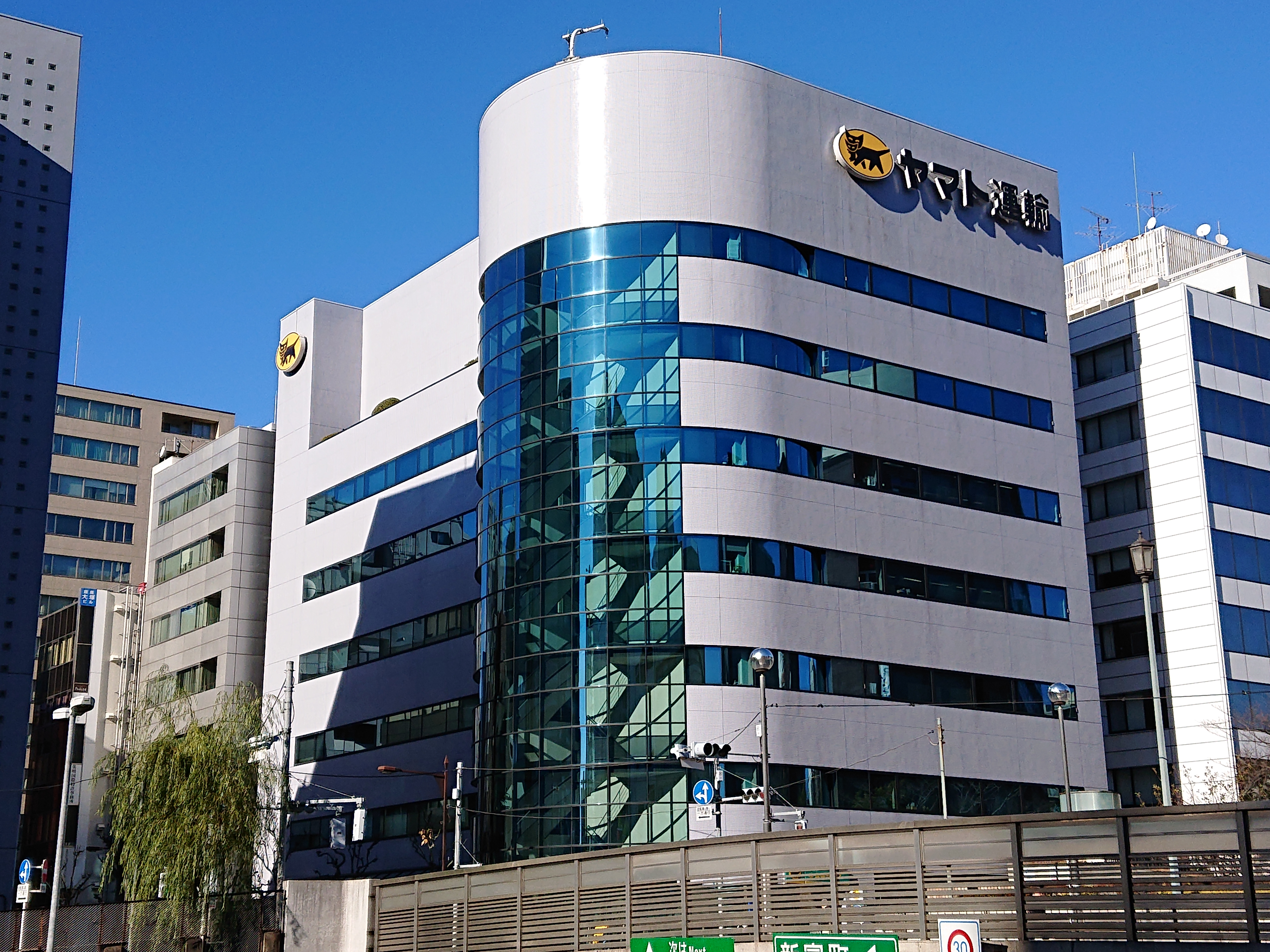
Der Firmensitz in Ginza

Die Yamato Un’yu K.K. (jap. ヤマト運輸株式会社, Yamato Un’yu Kabushiki kaisha, engl. Yamato Transport Co., Ltd.) ist Japans größter Kurierdienst.

## Unternehmen
2010 hatte Yamato einen Marktanteil von 41 %. Das Unternehmen verfügt über ein Firmenkapital von 50 Milliarden Yen und hat 142.209 Mitarbeiter (15. März 2013). Präsident ist Masaki Yamauchi (Stand Dezember 2013).
Der Firmensitz befindet sich in Ginza (Tokio). Die Muttergesellschaft Yamato Holdings verfügt über mehrere Tochterunternehmen, unter anderem in den USA, Südkorea, der Volksrepublik China, Taiwan und Singapur. Die Yamato Transport Europe B.V. hat ihren Sitz in den Niederlanden.

## Geschichte

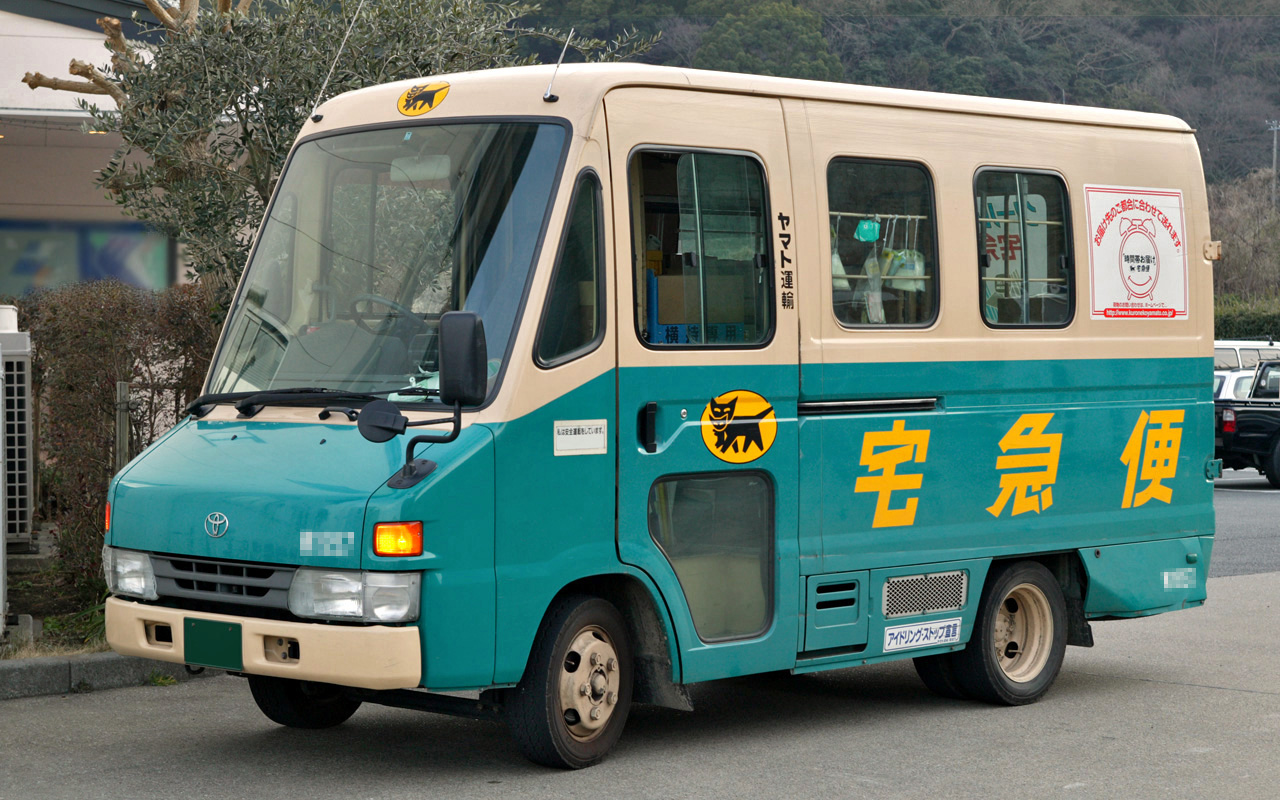
Yamato-Lieferwagen, 2008

Yamato Un’yu K.K. (bis 1982 大和運輸株式会社) wurde im November 1919 gegründet. Damals verfügte das Unternehmen über vier Lastwagen. 1923 wurde ein regelmäßiger Lieferservice zwischen Tokio und Yokohama eingerichtet. Im Mai 1949 ging Yamato Un’yu an die Tokioter Börse. 1950 begann man mit Luftfracht zu arbeiten. Für den internationalen Paketdienst erhielt man 1955 eine Zulassung. 2005 wurde die Unternehmensgruppe in eine Holdinggesellschaft – Yamato Holdings K.K. (ヤマトホールディングス株式会社) – umgewandelt und das Transportsegment als neue Yamato Un’yu K.K. ausgegliedert.

## Logo
Das gelbe Firmenlogo (Kuro-neko) mit der schwarzen Katzenmutter, die ihr Junges trägt, ist eines der bekanntesten in Japan. Ursprünglich wurde es vom amerikanischen Unternehmen Allied Van Lines verwendet, das die Nutzung Yamato 1957 genehmigte. Seit Juni 1957 ist das Katzenlogo bei Yamato Un’yu im Gebrauch.